# Amblyprora subalba
Amblyprora subalba är en fjärilsart som beskrevs av M.Gaede 1939. Amblyprora subalba ingår i släktet Amblyprora och familjen nattflyn. Inga underarter finns listade i Catalogue of Life.